# Mount Henksen
Mount Henksen är ett berg i Antarktis. Det ligger i Östantarktis. Australien gör anspråk på området. Toppen på Mount Henksen är 522 meter över havet.
Terrängen runt Mount Henksen är platt åt nordost, men åt sydväst är den kuperad. Trakten är obefolkad. Det finns inga samhällen i närheten.